# 迈拓
迈拓（Maxtor）是一家成立于1982年的美国硬盘厂商，在2006年被另外一家硬盘厂商希捷公司收购。在2005年12月即收购前，迈拓公司是世界第三大硬盘生产商。现在迈拓公司作为希捷公司的一家子公司运营。
迈拓同时经营桌面电脑与服务器市场，相对于速度而言，迈拓更关注于硬盘容量。

## 历史

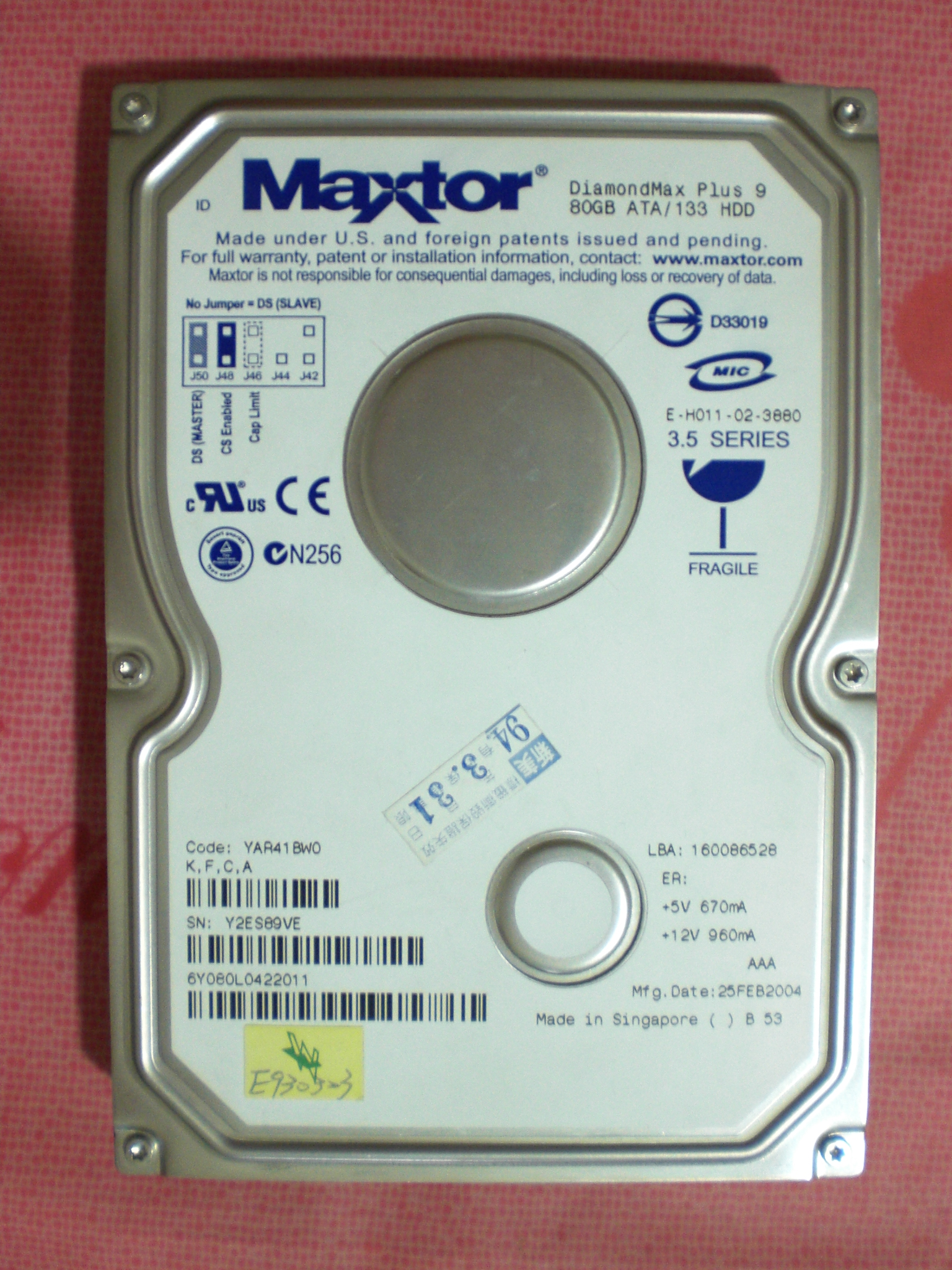
迈拓3.5吋80GB硬盘6Y080L0422011

### 总览
- 1981年 - 开始筹资
- 1983年 - 第一个产品问世
- 1985年 - 首次公开募股
- 1990年 - 收购另一家硬盘厂商MiniScribe
- 1992年 - 濒临破产
- 1993年 - 关闭在加州圣荷西工程部门
- 1996年 - 推出基于DSP的DiamondMax产品线
- 2000年 - 收购昆腾公司（Quantum Corporation）的硬盘业务部门
- 2006年 - 被希捷公司收购

### 早期融资
迈拓创始人詹姆斯·麦科伊（James McCoy），杰克·斯瓦茨（Jack Swartz）和雷蒙·内德茨维基（Raymond Niedzwiecki）于1981年开始筹集资金。他们都曾经是IBM的员工，并且都毕业于圣荷西州立工程学院。1982年初，布兰登·卡森（B.J. Cassin）和湾区合伙投资的查克·黑兹尔（Chuck Hazel）提供了最初的3百万美元资金使得公司于1982年7月1日开始实际运作。1983年2月，迈拓向Convergent Technology发运第一批产品并立即获得550万美元的第二轮资金。该公司同时开始与新加坡经济发展局（EDB）谈判在新加坡设立境外制造厂的优惠条款。新加坡发展银行（DBS）同意提供融资以帮助迈拓在新加坡的发展。1983年，该公司在东京设立联络和采购办公室。
迈拓硬盘的结构使用8个磁盘，其中15个面用于记录数据，最後一个面用于记录伺服系统的的磁轨信息。迈拓公司开发出自己的主轴马达，可以安装在容纳磁碟的铸件内部。这是一个重要的新起点，在这之前马达通常被安装在磁盘的外部。第一个产品设计提供190MB存储容量，但是由于迈拓所设计的磁头的供货推延，导致公司采用了市面有的磁头，推出了第一批硬盘，只有140MB的容量。1984年公司又进行了了另一轮约3700万美元的融资。1985年迈拓公司上市，高盛作为主承销商。

### 收购MiniScribe
1990年迈拓通过收购破产的MiniScribe公司的资产（不含债务）进入大众市场。这种转变是非常困难的。虽然早期以7120 3.5寸120MB硬盘为主的产品存在许多设计和质量上的缺陷，但稍后的产品销售转好。1996年该公司重新设计了硬盘产品线，并引进了基于德州仪器DSP的DiamondMax系列。

### 财务问题
经过九年的发展，原先的XT系列硬盘已经高达1GB的容量。1990年代中期，迈拓将该系列产品的制造权出售给名为Sequel的公司，因此退出了服务器SCSI硬盘市场。Sequel并非一家磁盘生产商，而是为其特定用户基础翻修硬盘的厂商。1992年，迈拓公司一直处于濒临破产的边缘，在1992年迈拓从高容量5.25英寸SCSI市场的退出为产业留下了暂时性的空白。同时SCSI版本的7000系列硬盘也停止生产，并且1993年末圣荷西的工程业务也被关闭，只留下前MiniScribe的设计工程人员。经过高管人员的人事更迭之后，迈拓认为这是一个错误，并将总部迁到附近的米尔皮塔斯市，最终开始重建在硅谷的设计事务。

### 收购昆腾硬盘业务
2000年10月4日，迈拓公司宣告以股权置换形式收购昆腾公司（Quantum）硬盘部门，交易总值约23亿美元。2001年4月2日，合并完成，迈拓的公司规模首次超过竞争对手希捷公司，昆腾的Atlas系列SCSI驱动器使得迈拓重返服务器SCSI硬盘市场。

## 现状

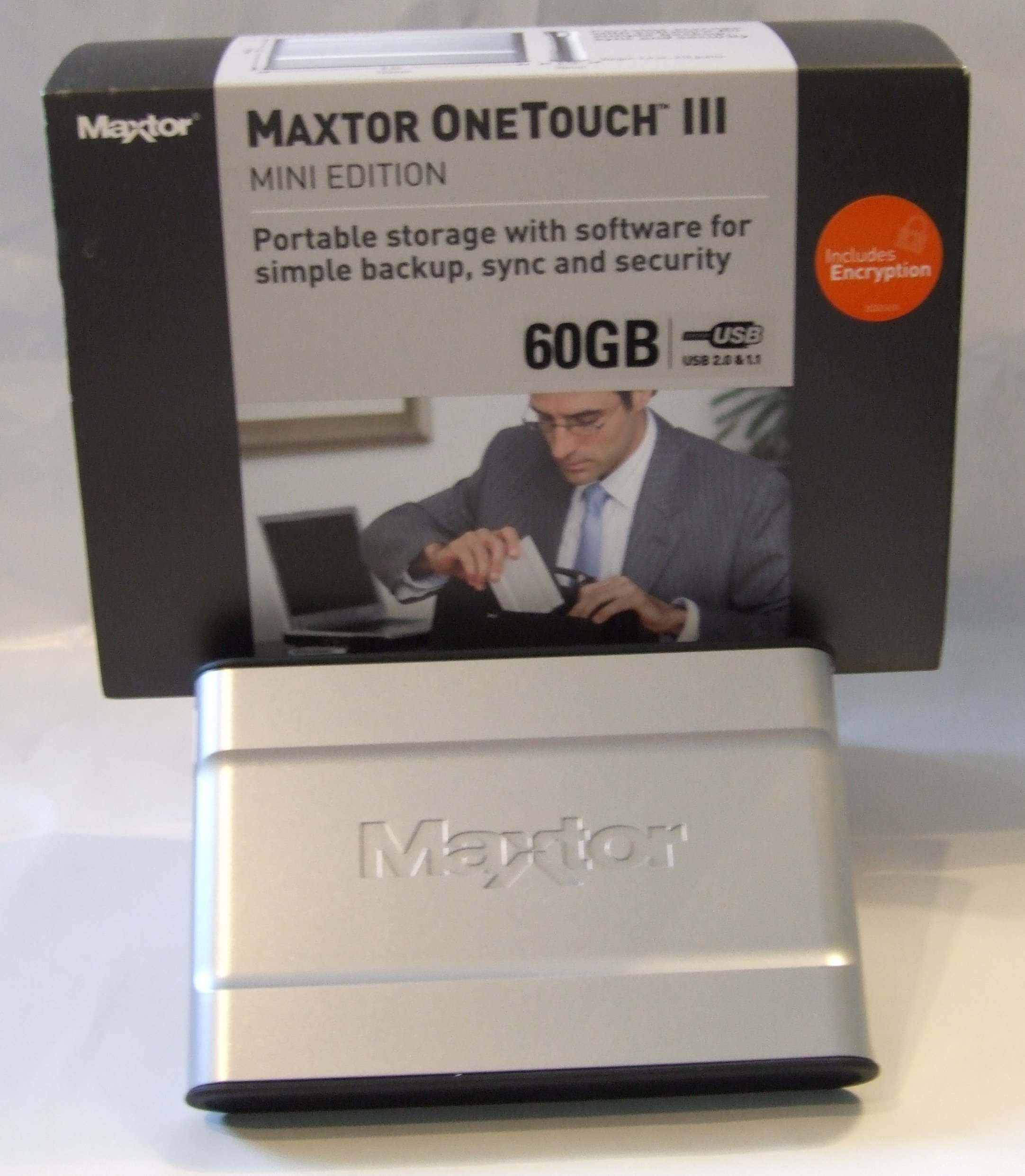
Maxtor Onetouch III

最近几年，迈拓也像其他硬盘厂商一样，将业务扩张到外置式移动硬盘市场，推出了为家庭用户的便携式存储产品Maxtor One-Touch个人移动硬盘。
迈拓最初曾努力进入2.5寸硬盘（用于笔记本电脑）市场，但在2005年初，新的管理层作出了停止这一领域开发的令人惊讶的决定。这被许多业界观察家认为是奇怪的举动，因为这种用于笔记本电脑和MP3播放器的硬盘市场正处于快速增长时期，并且在可见的未来没有减缓的迹象。
2006年12月，希捷公司以换股的方式收购迈拓公司，迈拓公司的股东将以每股迈拓公司的股票换取0.37股希捷公司的股票，交易金额约为19亿美元。
目前“Maxtor”是希捷旗下的一个商标，主要用于DiamondMax, MobileMax,Maxtor Shared Storage, Maxtor OneTouch, Maxtor Personal Storage等产品线。